# ژان-لوک لاگارس
ژان-لوک لاگارس (فرانسوی: Jean-Luc Lagarce‎؛ زادهٔ ۱۴ فوریهٔ ۱۹۵۷ – درگذشتهٔ ۳۰ سپتامبر ۱۹۹۵) نمایش‌نامه‌نویس و کارگردان نمایش اهل فرانسه بود.